# HD68099
HD68099 — хімічно пекулярна зоря спектрального класу B8, що має видиму зоряну величину в смузі V приблизно  6,1.
Вона  розташована на відстані близько 872,1 світлових років від Сонця.

## Пекулярний хімічний склад
HD68099 належить до ртутно-манганових зір й її зоряна атмосфера має підвищений вміст Hg та Mn.